# Pokédex
La Pokédex (ポケモン図鑑 Pokemon Zukan?, Indexador Pokémon, también llamado "Dexter"), en el mundo ficticio de Pokémon, es una enciclopedia electrónica portátil que los entrenadores Pokémon llevan consigo para registrar automáticamente las fichas de todas las diversas especies Pokémon vistas y capturadas durante su viaje como entrenadores.

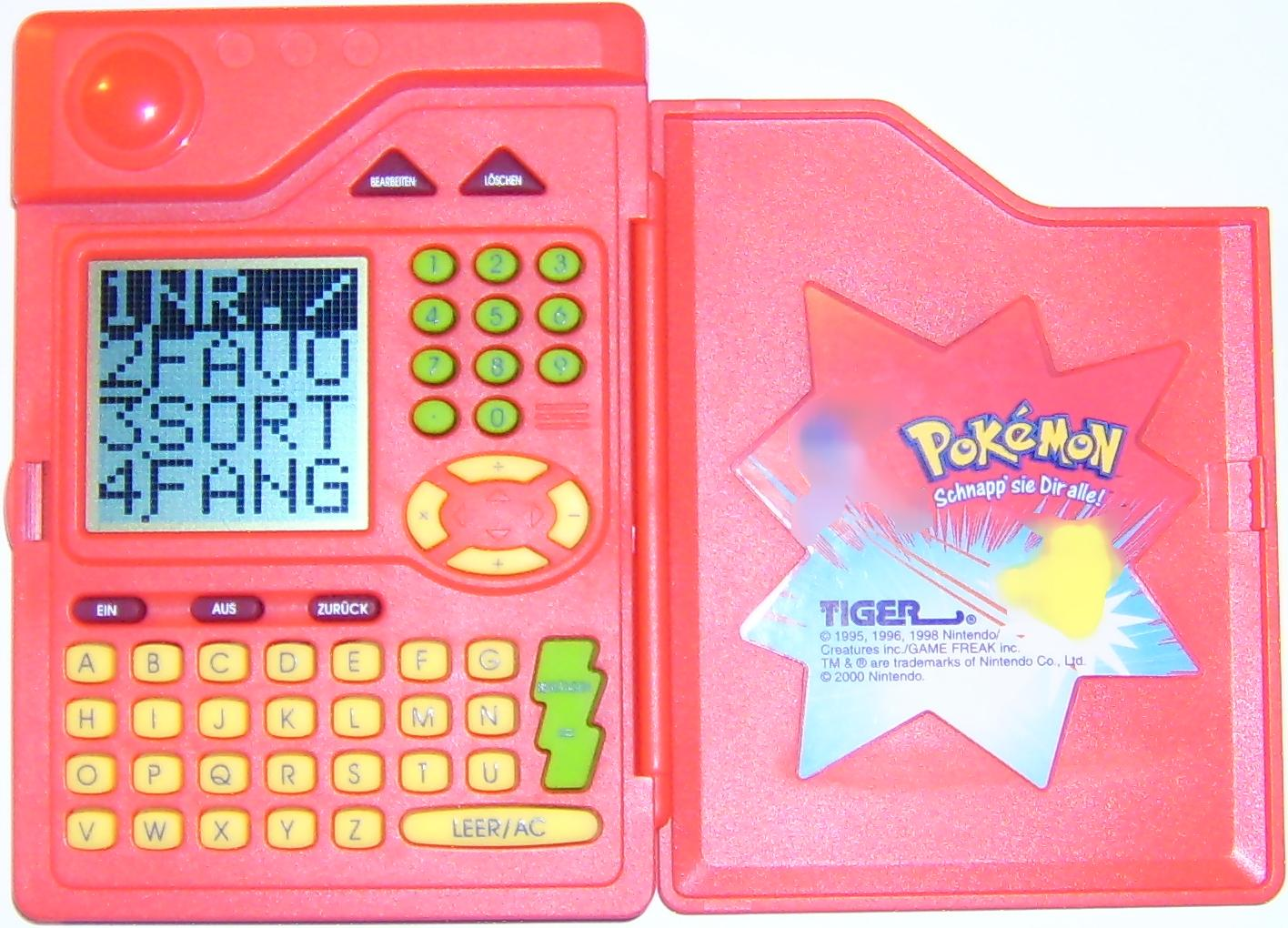
La primera versión comercializada de la Pokédex

## Información general
La Pokédex, originalmente solo podía registrar información de los primeros 151 Pokémon que en ese entonces existían (la llamada primera generación de Pokémon: los videojuegos Pokémon Rojo y Azul). Posteriormente, su base de datos se ha ido actualizando hasta ampliar sus opciones de búsqueda y su capacidad para registrar a los 1025 Pokémon actuales.
Este dispositivo puede registrar información de dos formas distintas: la primera, cuando el entrenador únicamente ve al pokémon, la Pokédex realiza un escaneo, al detectar al Pokémon, solo almacena su nombre, imagen, gruñido y localización en la región. Mientras que la segunda, cuando un entrenador captura a un Pokémon salvaje, la Pokédex, realiza un análisis intensivo al Pokémon logrando mostrar información más detallada como su tipo, peso, estatura y una información breve sobre la criatura.
Cada entrenador agrega nueva información a su Pokédex al capturar, recibir o intercambiar nuevos Pokémon que no tenía aún registrados.
En la versión de Rubí y Zafiro fue integrada la opción de tamaño, con la cual es posible ver el tamaño del Pokémon y compararlo con el del entrenador, y en Diamante y Perla fue integrada la opción de peso, con la cual puedes comparar el peso del Pokémon con el del entrenador.

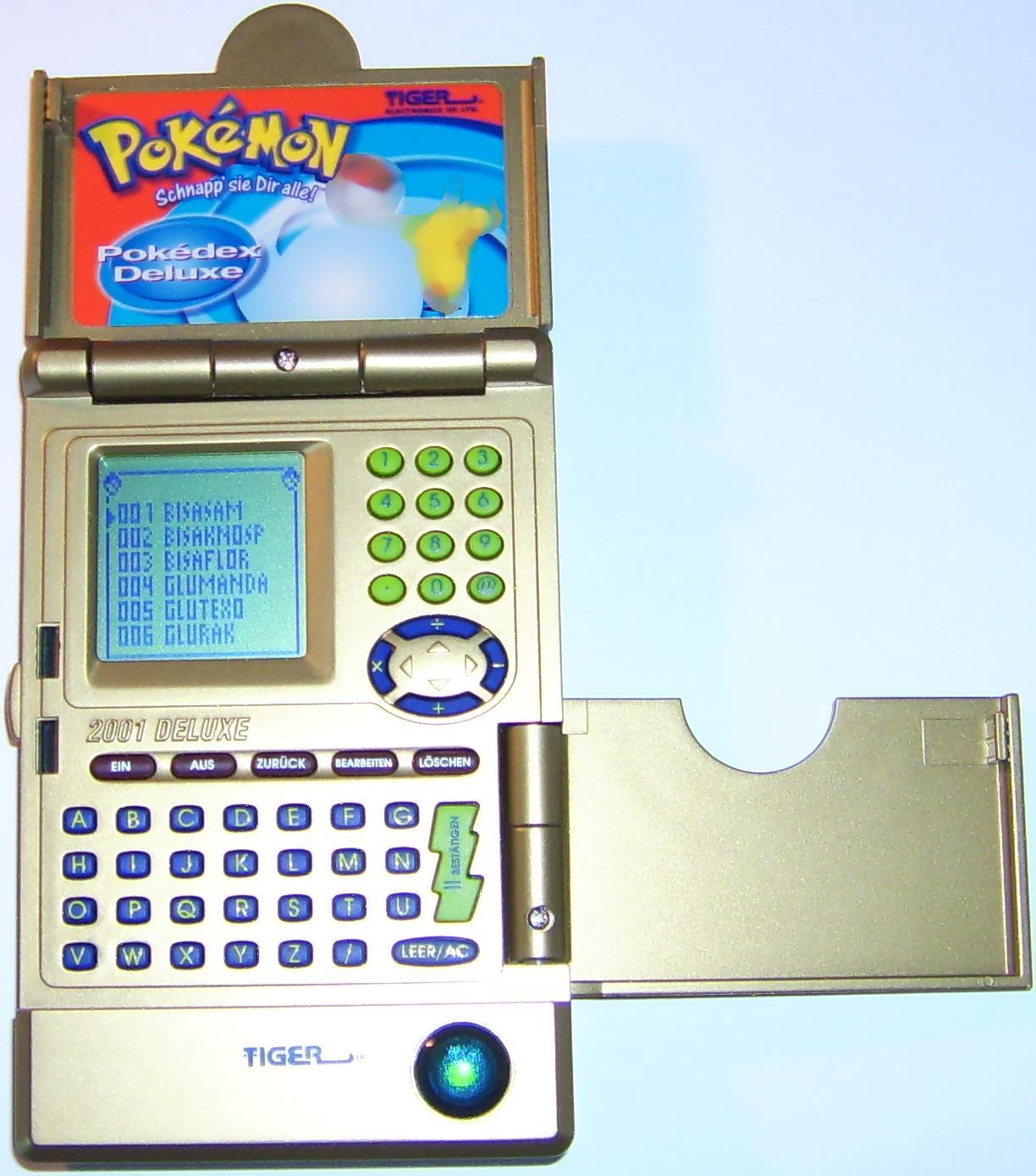
Esta segunda Pokédex en comercializarse fue bautizada como Pokédex Deluxe.

## En el anime
A diferencia de su funcionamiento en los videojuegos, la Pokédex en la serie de anime ya viene con información registrada sobre los Pokémon que han sido descubiertos. Asimismo, este dispositivo posee registro de voz grabados, es decir, cuando el entrenador desea información de un Pokémon, el dispositivo activa un sistema el cual explica las características del Pokémon al entrenador por medio de frases ya grabadas.
Otra de sus diferencias es que para poder registrar información de un Pokémon, no es necesario capturarlo, tan solo el entrenador debe exponer su Pokédex al Pokémon, el sistema realiza un escaneo hasta encontrar en su base de datos la información del Pokémon. El escaneo lo realiza visualizándolo por medio de un sensor que posee.
Según el episodio 068 de la primera temporada, «La solución de la evolución», la Pokédex fue programada por el profesor Westwood V. Al avanzar las temporadas de la serie, Ash Ketchum ha recibido actualizaciones de su Pokédex, las cuales aparte de tener nueva información sobre Pokémon recientes, han cambiado su diseño.
Los diseños de la Pokédex se asemejan mucho a las consolas portátiles de Nintendo tales como la Game Boy (Pokédex usado en las temporadas 1-2), Game Boy Color (Pokédex usado en las temporadas 3-5), Game Boy Advance (Pokédex usado en las temporadas 6-8) y Nintendo DS (Pokédex usado en las temporadas 9-11).
En la versión original, la voz de la Pokédex es interpretada por cuatro seiyus. En la primera generación del anime (temporadas 1-5) su seiyū es Shinichiro Miki. En la segunda generación (temporadas 6-8) es Megumi Hayashibara, en la última temporada de la segunda y la tercera generación (temporadas 10-11) es Tomoko Kawakami y desde los últimos capítulos de la temporada 11 de la tercera generación (temporadas 11-presente) es Satsuki Yukino.
En Estados Unidos, la voz de la Pokédex es interpretado según los diferentes modelos, los modelos de Kanto, Johto y el segundo de Kanto son interpretados por Eric Stuart (el cuarto modelo solo le hizo a finales de la 8.ª temporada, ya que para la 9.ª lo hace Bill Rogers), el modelo de Hoenn es interpretado por Rachel Lillis y finalmente el modelo actual por Michelle Knotz.

## Listado de Pokémon
- Lista de Pokémon

En total existen 1025 especies. 151 Pokémon de la Primera Generación (Rojo, Azul y Amarillo), 100 Pokémon en la Segunda (Oro, Plata y Cristal), 135 en la Tercera Generación (Rubí, Zafiro y Esmeralda), 107 Pokémon en la Cuarta Generación (Perla, Diamante y Platino), 156 de la quinta generación (Blanco, Negro, Blanco 2 y Negro 2) y hasta ahora 72 (incluyendo a Diancie, a Hoopa y a Volcanion) de la Sexta Generación (Pokémon X y Pokémon Y) de la séptima generación (Sol y Luna) 86 Pokémon, (Espada y Escudo) de la octava generación 86 Pokémon y 120 Pokémon de la Novena Generación (Pokémon Escarlata y Pokémon Púrpura)

### Pokédex Nacional
Adicionalmente, en la tercera generación, existe una Pokédex llamada Pokédex Nacional, una actualización de la Pokédex Regional de Pokémon Rubí, Zafiro y Esmeralda, con una lista completa de todos los Pokémon, ya que la Pokédex Regional solo es capaz de registrar información de los pokémon de las regiones por las cuales se puede viajar en ese juego, y para poder registrar Pokémon de otras regiones, debe ser actualizada a la Pokédex Nacional:
- En las ediciones Rubí y Zafiro, basta con intercambiar un Pokémon que no exista en Hoenn a uno de estos dos juegos.
- En las ediciones Esmeralda, Rojo Fuego y Verde Hoja, el profesor Abedul/ Birch o profesor Oak, te entrega la Pokédex Nacional al haberte registrado en el Hall of Fame "y tener un mínimo de 60 Pokémon capturados en la Pokédex.
- En las ediciones Diamante y Perla, el profesor te la da cuando te encuentras (no hace falta capturarlos) a todos los Pokémon de la región de Sinnoh, y al acabarla el Profesor Oak te dará un Pokeradar para localizar Pokémon de Kanto, Johto o Hoenn. Además podrás ir al Parque Compi, ya que antes dos hombres no te dejaban pasar por no haber completado la Pokédex.

La Pokédex, sin embargo, no puede ser completada al 100% por los entrenadores de Occidente (de momento). Los siguientes Pokémon son raros de conseguir:
- Mew: Se consigue a través de eventos Nintendo, donde te entregan el Mapa Viejo/ Old Map para viajar a la Isla Suprema/ Faraway Island en la edición Esmeralda exclusivamente. En Occidente se ha celebrado un evento sobre Mew, pero se entregaba directamente, no se daba el mapa viejo para ir a capturarlo. A pesar de ello, es relativamente fácil conseguirlo a través de intercambio por wireless o cable link con otras personas.

- Lugia y Ho-oh: Se consiguen en el Pokémon XD/ Colosseum respectivamente. O bien, a través de eventos Nintendo, donde te entregan el Misti-Ticket para viajar a la Roca Ombligo/ Navel Rock en las ediciones Rojo Fuego, Verde Hoja o Esmeralda solamente. También es posible conseguirlos en las ediciones Pokémon HeartGold y SoulSilver.

- Celebi: Posiblemente se consiga a través de un evento Nintendo, donde te lo descarguen directamente en tu equipo, como hicieron en el Celebi Tour para  Es relativamente fácil conseguirlo a través de intercambio por wireless o cable link con otras personas, o consiguiéndolo a través de evento (Occidente).

- Jirachi: En Occidente (Excepto Estados Unidos) solo es posible conseguirlo a través de Pokémon Channel y únicamente es posible descargarlo en Rubí o Zafiro. Dada la escasez del juego Pokémon Channel en las tiendas, lo convierten en otro Pokémon difícil de conseguir.

- Deoxys: Se consigue a través de eventos Nintendo, donde te entregan el Ori-Ticket para viajar a la Isla Origen/ Birth Island en las ediciones Fuego Rojo, Verde Hoja o Esmeralda solamente. La forma y las habilidades de Deoxys varían según la edición. En Europa se celebró este evento el verano del 2005, en Latinoamérica no ha habido ningún evento.

- Darkrai: Podría ser desbloqueado en un Evento de Nintendo en el futuro, por el cual se haría entrega del objeto Tarjeta Miembro/ Member Card, que permite acceder a la Isla Lunanueva/ Newmoon Island desde Ciudad Canal/ Canalave City.

- Shaymin: Podría ser desbloqueado en un Evento de Nintendo en el futuro, por el cual se haría entrega del objeto Carta de Oak/ Oak's Letter, que permite acceder al Paraíso Floral/ Flower Paradise en Ruta 224.o también en 2009 en todas las tiendas game hubo un punto wifi para conseguirá shaimin para celebrar el estreno mundial de pokémon platino.

Nota: Actualmente, gracias a la Conexión Wi-Fi de Nintendo, es teóricamente posible conseguir todos estos Pokémon: A través del Global Trade Station siempre y cuando hayan sido previamente registrados en tu PokéDex. A través de Conexión Amigo en todo caso, con independencia de que ya hayan sido registrados en tu PokéDex o no. En la medida en que ya se ha celebrado un evento de Darkrai en Japón, de que un bug en el juego japonés permitía acceder a Darkrai y Shaymin sin evento de Nintendo, y en que los aparatos de modificación de save permiten acceder a estos eventos, es posible encontrarse a cualquiera de estos Pokémon en la CWF.
Nota 2:Actualmente,por el 20 aniversario de pokémon es posible conseguir estos pokémon al nivel 100 y con habilidad oculta.

### Pokédex en los Videojuegos
A lo largo de los distintos videojuegos, la pokédex ha tenido distintas formas a lo largo de las distintas entregas; y, es entregada por distintos personajes (generalmente investigadores), al inicio del juego como una introducción a la aventura.

#### Lista de eventos de entrega de las Pokédex en los videojuegos

##### Pokémon Rojo, Pokémon Azul y Pokémon Amarillo
Tras ir a la tienda de Ciudad Verde y recoger el pedido del profesor Oak, al volver a Pueblo Paleta y dárselo a Oak, entrega la Pokédex.

##### Pokémon Oro, Pokémon Plata y Pokémon Cristal
La entrega el profesor Oak en la casa del señor Pokémon.

##### Pokémon Rubí, Pokémon Zafiro y Pokémon Esmeralda
La entrega el profesor Abedul en su laboratorio después de combatir contra Aura o Bruno en la Ruta 103.

##### Pokémon Rojo Fuego y Pokémon Verde Hoja
Tras ir a la tienda de Ciudad Verde y recoger el pedido del profesor Oak, al volver a Pueblo Paleta y dárselo a Oak, entrega la Pokédex.

##### Pokémon Diamante, Pokémon Perla y Pokémon Platino
La entrega el profesor Serbal en Pueblo Arena.

##### Pokémon Oro HeartGold y Pokémon Plata SoulSilver
La entrega el profesor Oak en la casa del señor Pokémon.

##### Pokémon Negro y Pokémon Blanco
La entrega la profesora Encina al visitarla en su laboratorio.

##### Pokémon Negro 2 y Pokémon Blanco 2
La entrega Bel en el mirador de Ciudad Engobe después de entregar el Pokémon inicial.

##### Pokémon X y Pokémon Y
La entrega Trovato en Pueblo Acuarela.

##### Pokémon Rubí Omega y Pokémon Zafiro Alfa
La entrega el profesor Abedul en su laboratorio después de combatir contra Aura o Bruno en la Ruta 103.

##### Pokémon Sol, Pokémon Luna, Pokémon Ultrasol y Pokémon Ultraluna
La entrega el profesor Kukui en Pueblo Lilii, tras rescatar a Nebulilla en la Senda Mahalo.

##### Pokémon: Let's Go, Pikachu! y Pokémon: Let's Go, Eevee!
La entrega el profesor Oak en su laboratorio, tras recibir a tu Pokémon inicial.

##### Pokémon Espada y Pokémon Escudo
La entrega Sonia en Pueblo Par.

##### Pokémon Diamante Brillante y Pokémon Perla Reluciente
La entrega el profesor Serbal en Pueblo Arena.

##### Leyendas Pokémon: Arceus
La entrega el Profesor Lavender en Villa Jubileo al finalizar la encomienda Todo un manitas.

## Pokédex 3D y Pokédex 3D Pro
En 2011, junto con el lanzamiento de Nintendo eShop en Nintendo 3DS, lanzaron gratis una Pokédex digital con los Pokémon  de las ediciones Blanco y Negro, con la que gracias a unos códigos RA (Realidad Aumentada) puedes verlos a través de la cámara que viene integrada en la Nintendo 3DS.